# Rokumeikan

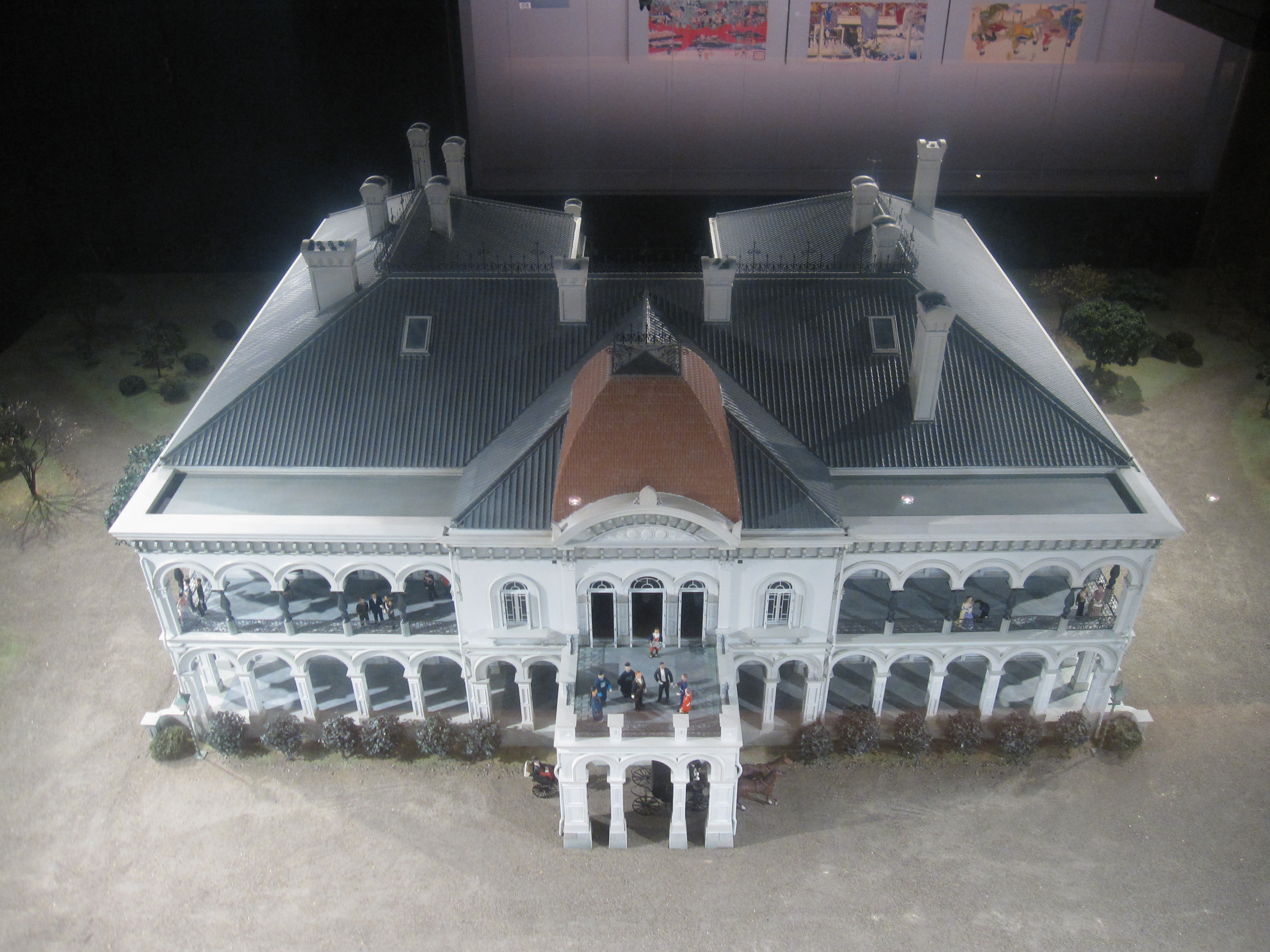
Rokumeikan.

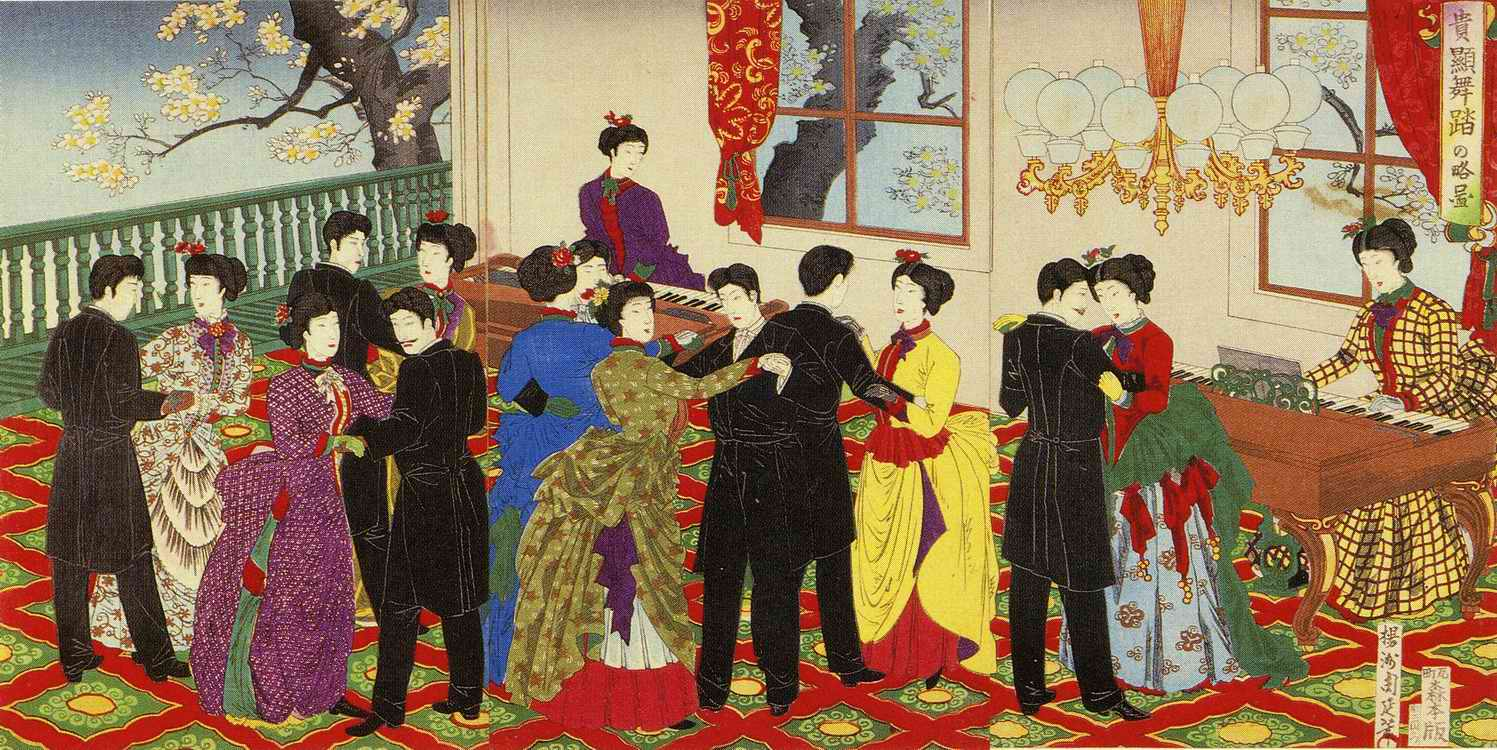
Ukiyoe av Toyohara Chikanobu: en balscen på Rokumeikan, där reforminriktade japaner klädda enligt västerländskt mode deltar i en västerländsk bal. Kvinnan som spelar piano antas vara Uryū Shigeko. Tokyo, Japan, 1888.

Rokumeikan (鹿鳴館, "Banketthuset") var ett statligt hotell eller gästhus och festbyggnad i Tokyo i Japan, uppfört 1883 och stängt 1890. Det blev en kontroversiell symbol för Meijiperiodens västerländska moderniseringsreformer. 

## Historik
Byggnaden uppfördes på uppdrag av utrikesminister Inoue Kaoru. Det fanns ett behov av en ståndsmässig byggnad för att inhysa utländska diplomater och andra framstående besökare i Japan, specifikt regeringens och den japanska statens gäster. Den byggnad som använts hittills ansågs inte ha en lämplig standard. Det fanns en önskan om att uppföra en inkvartering som motsvarade vad som ansågs vara hög standard i Väst. Syftet var att ge ett gott intryck av Japan. Det var en tvåvåningsbyggnad uppförd i västerländsk stil designad av den brittiska arkitekten Josiah Conder. 
Hotellet tjänade inte endast som ett hotell utan som ett nöjesetablissemang och mötesplats för västerlänningar och japaner som levt i Väst. Meijiperioden var en tidsperiod när Japan genomgick ett intensivt moderningseringsprogram för att omvandla samhället till ett modernt land, och västlig standard och kultur användes som förebild. Rokumeikan var den första kontakt en utländsk gäst fick av Japan, och det användes som ett skyltfönster för att visa Japans framsteg i sammanhanget. På Rokumeikan hölls banketter enligt västerländsk etikett, teater och konserter framfördes och baler hölls, där japanska män och kvinnor ur den reforminriktade överklassen klädda enligt västerländskt mode deltog tillsammans med västerlänningar. Rokumeikan mottogs med blandade reaktioner. Vissa västerlänningar förlöjligade japaners försök att imitera, och vissa konservativa japaner uppfattade institutionen som vulgär och moraliskt stötande. 
År 1890 ersattes Rokumeikan av Kejserliga Hotellet, Tokyo. Byggnaden köptes dock av en klubb för den japanska Kazoku-adeln, som fortsatte använda den för banketter och baler ytterligare några decennier, men den minskade i betydelse efter 1890-talet. Huset skadades av jordbävningen 1894 och reparerades 1897. Den revs 1941. 